# Mood Shifting Tones
Mood Shifting Tones är det svenska emobandet Leiahs debut-EP, utgiven 1999 på belgiska Genet Records.

## Låtlista
1. "Last Part of the Dance"
2. "The Lollipop Telegram"
3. "Ninja"
4. "Canderel Like Sharlon"
5. "Dressed Like Sharlon"
6. "Tiara"
7. "Sunday But Hours Away"

### Fotnoter
1. ↑  ”Mood Shifting Tones”. Discogs.com. http://www.discogs.com/Leiah-Mood-Shifting-Tones/release/2386650. Läst 3 april 2012.